# Саиџо
Саиџо (јап. 西条市) град је у Јапану у префектури Ехиме. Према попису становништва из 2005. у граду је живело 113.371 становника.

## Становништво
Према подацима са пописа, у граду је 2005. године живело 113.371 становника.
| 1995.   | 2000.   | 2005.   |
| ------- | ------- | ------- |
| 114.706 | 114.548 | 113.371 |